# 台灣高鐵工會
台灣高速鐵路股份有限公司企業工會，簡稱台灣高鐵企業工會，係2014年由台灣高速鐵路公司勞方自發性組成的工會，勞方包含列車駕駛員、行車控制中心控制員、列車長、服勤員、車站站務員、維修人員、非主管職之內勤員工。台灣高鐵企業工會會址設於台北市，2014年第一屆理事長為黃昱凱。

## 沿革
2014年6月15日，台灣高鐵工會於臺北市政府勞動局登記成立，拼湊完整台灣運輸業工會的最後一塊拼圖，第一屆理事長黃昱凱表示：工會的永續發展需要有熱忱、使命感的人才共同參與，工會不是營利事業，工會所追求的是長遠的效益而非急功近利的短暫績效。
2014年11月13日，黃昱凱投書《台灣蘋果日報》，表明社會大眾為台灣高鐵公司的命運爭執不休之際，獨缺只能任人擺布命運的3千多位高鐵基層員工的心聲；高鐵員工為了「台灣人的高鐵」而忍辱負重，一直默默承受因財務黑洞造成的「付出與成效不等值」的不白之冤。黃昱凱呼籲中華民國立法院與主管機關，應要求台灣高鐵公司比照其他官股民營事業設置勞工董事，俾使高鐵經營透明化，落實「接受國會監督」之要求。
2014年11月17日，黃昱凱出席立法院交通委員會「台灣高鐵財務問題及解決方案」公聽會表達意見，並提出：
對於採行「政府收買方案」後之員工安置問題，建請交通委員會於本次修定「獎勵民間參與交通建設條例部分條文修正草案條文」中增列兩條款以保障員工原有權益（工作條件、原有工作年資）不變；主管機關或接管人應函請工會代表加入接管小組以確保執行接管營運任務之順暢。於政府收買後「依法安置員工」、「保障員工原有權益不變」前提下，工會不主張轉任公務人員以順應政府組織精簡化之民意。比照官方持股20%以上之民營化事業（如台灣國際造船），設置勞工董事，以增進未來營運之監督與發展。
2014年11月28日，台灣高鐵工會首次正式拜會台灣高鐵公司，雙方就勞資和諧之促進、工會法定事項之開展、固定週期會面機制之建立等議題交換意見。
2015年2月9日，黃昱凱受邀出席臺北市政府勞動局舉辦之「市長與工會領袖勞動對話」。
2015年3月3日，台灣高鐵工會拜會交通部高速鐵路工程局，局長胡湘麟指示：對於影響營運安全的勞動條件，不容忽視；如果台灣高鐵公司有影響營運安全之相關情事，請台灣高鐵工會立即向本局反映。
2017年9月26日，台灣高鐵工會第一屆第四次臨時理事會，通過黃昱凱請辭案，推選廖冠瑋為理事長。

## 催討加班費
2016年初，因台灣高鐵公司營運9年來未支付員工假日及雙週變形工時之加班費累積達新臺幣5億元之多，台灣高鐵工會揚言將於春節及國定假日「依法休假」不加班，高鐵局則認為要等行政訴訟程序後才能確認適法性。2016年1月21日，勞資雙方達成共識，高鐵公司同意於半年內先支付一半加班費，剩餘一半待行政訴訟結果確認後再補發，並同意補足不足之人力；工會則取消「依法休假，拒絕加班」之決定。